# 33489 Myungjinkim
33489 Myungjinkim è un asteroide della fascia principale. Scoperto nel 1999, presenta un'orbita caratterizzata da un semiasse maggiore pari a 2,5462100 au e da un'eccentricità di 0,1388608, inclinata di 14,42399° rispetto all'eclittica.